# Gallur
Gallur – gmina w Hiszpanii, w prowincji Saragossa, w Aragonii, o powierzchni 41,71 km². W 2011 roku gmina liczyła 2882 mieszkańców.
W miejscowości jest przystanek kolejowy Gallur.